# 혜암신학연구소
혜암신학연구소는 2014년에 설립된 신학연구소이다. 기독교의 신학과 교회의 선교와 관련되는 분야의 학문을 선교와 관련되는 분야의 학문을 포함한 기독교 학문의 연구를 향상시키며 그 지평을 녋혀 교회에 이바지하는 것을 목적으로 한다. 소장에는 한신대학교 명예교수인 혜암 이장식 박사이다. 3~6월(봄학기)과 9~12월(가을학기)에 소규모 신학 발표회를 가진다.